# Hassel (Baixa Saxônia)
Hassel é um município da Alemanha localizado no distrito de Nienburg, estado da Baixa Saxônia.
Pertence ao Samtgemeinde de Eystrup.